# Anton Falb
Anton Falb (* 2. Oktober 1905 in Mühlberg, Österreich-Ungarn; † 21. Februar 1990 in Amberg) war ein deutscher Politiker der SPD.
Nach dem Besuch der Volks- und Bürgerschule erlernte Falb den Beruf des kaufmännischen Angestellten und übte diesen in mehreren Firmen aus. 1926 wurde er für zwei Jahre in den Militärdienst eingezogen, danach war er als Gemeindesekretär tätig. 1936 übernahm er das Amt des Bezirkssekretärs bei der SPD in Brüx, verlor dieses aber 1938 wieder, nachdem das Sudetenland in das Deutsche Reich eingegliedert und die SPD dort verboten wurde. Wegen seiner hauptamtlichen Tätigkeit bei der verbotenen Partei wurde Falb im Dezember 1938 für einige Monate verhaftet. Nachdem er als Soldat in den Zweiten Weltkrieg zog und in amerikanische, sowjetische und tschechoslowakische Kriegsgefangenschaft geriet, kehrte er 1946 in seine alte Tätigkeit als Gemeindesekretär zurück. Später nahm er geschäftsführend das Amt des Vorsitzenden des DGB-Kreisausschusses Amberg wahr, außerdem war er Vorsitzender des Vorstands der AOK Amberg. Bei der Landtagswahl 1950 gewann Falb das Direktmandat im Stimmkreis Amberg-Stadt und -Land, Sulzbach-Rosenberg und erhielt so ein Mandat im Bayerischen Landtag. 1952 kandidierte er erfolglos für das Amt des Amberger Oberbürgermeisters, zog aber in den Stadtrat ein, dem er bis 1960 angehörte. Sein Landtagsmandat, das er bei den Wahlen 1954, 1958 und 1962 über die Wahlkreisliste Oberpfalz gewann, behielt er bis 1966.